# 님의 침묵 (시집)
《님의 침묵(沈黙)》은 만해 한용운(萬海 韓龍雲, 1879∼1944)이 1926년에 출간한 시집이다.

## 개요
1926년 회동서관 간행. 4 ·6판 양장, 168면. 표제시 《님의 침묵》을 비롯하여 《알 수 없어요》 《비밀》 《첫 키스》 《님의 얼굴》 등 초기 시작품이 모두 수록되었다. 그의 시는 불교적인 비유와 고도의 상징적 수법으로 이루어진 서정시인데, 그 사상적 깊이와 예술적 차원의 높이로 그는 한국 현대시 사상 가장 빛나는 시인의 한 사람이 되었다.
8 ·15광복 이후 동명의 시집이 여러 출판사에서 간행되었다. “님은 갔습니다. 아아, 사랑하는 나의 님은 갔습니다.” 로 시작되는 표제시 《님의 침묵》의 주제는 이별한 님에 대한 영원한 사랑의 다짐이다. "님"이 누구냐로 많은 논란이 벌어지기도 하지만, 독립정신으로 일관한 그의 생애에 비추어 그것은 잃어버린 ‘조국’이라고 보아야 적합할 것이다. 그러한 추측의 타당성은 이 시의 마지막 부분, 즉 “아아, 님은 갔지마는 나는 님을 보내지 아니하였습니다./제 곡조를 못 이기는 사랑의 노래는 님의 침묵을 휩싸고 돕니다.”에서 찾아볼 수가 있다. ‘님은 갔다’고 객관적인 현실을 긍정하면서도 ‘나는 님을 보내지 아니하였다’라고 하여 주관적인 의지로서 ‘님은 자기와 함께 있음’을 강조하고 그 ‘님’을 붙들고 사랑의 노래를 읊는 시인의 애국심을 거듭 확인하고 있다.

## 같이 보기
- 님의 침묵 (시)